# Подсолнечник мелкоголовчатый
Подсолнечник мелкоголовчатый (лат. Helianthus microcephalus) — многолетнее травянистое растение семейства Астровые (Asteraceae).
Это растение является растением-хозяином для американской бабочки Vanessa virginiensis, репейницы (Vanessa cardui)  и Celastrina ladon Cramer, 1780. Оно также является растением-хозяином личинок бабочки Chlosyne nycteis Doubleday, 1847.

## Ботаническое описание

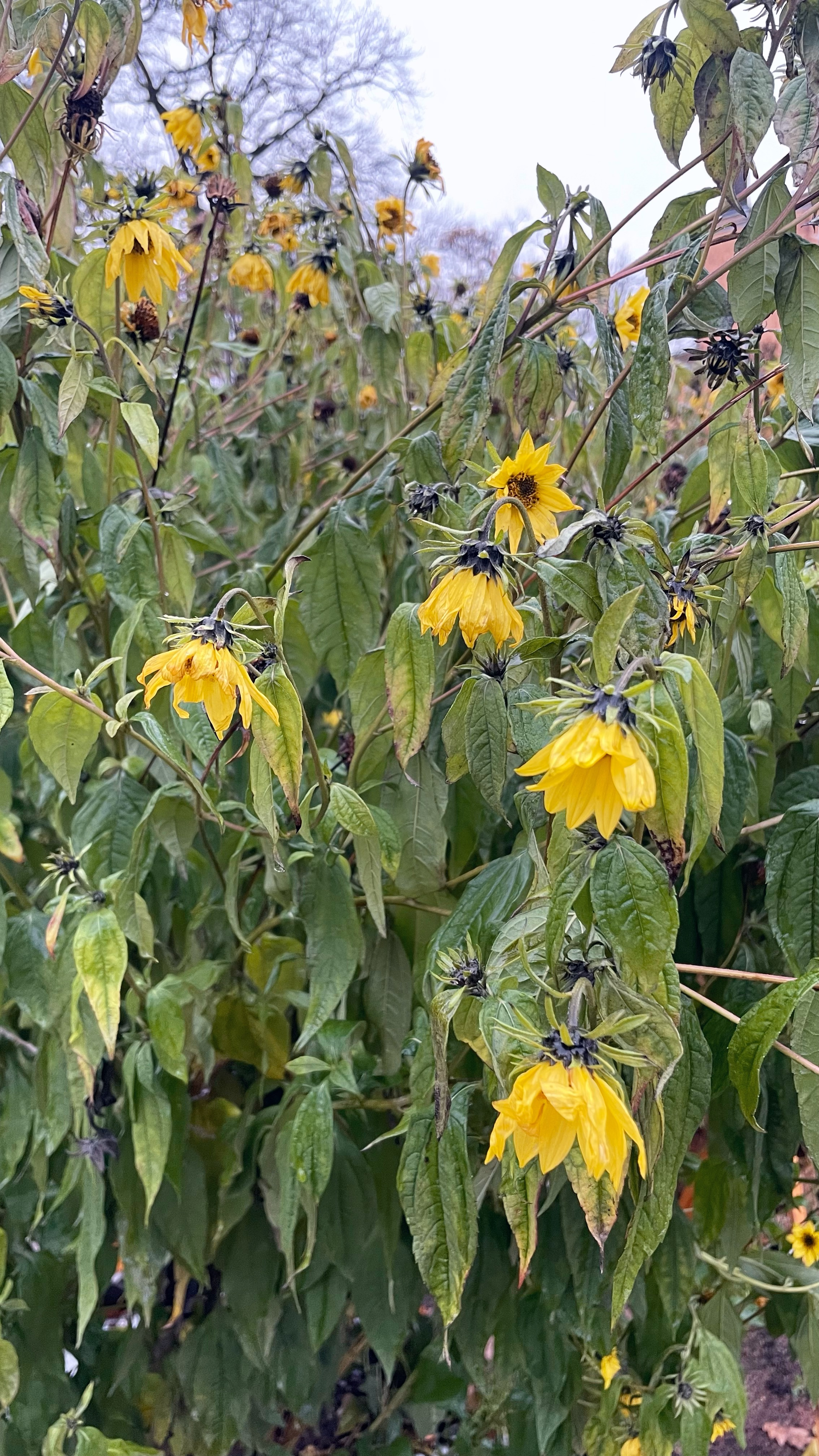
Побеги подсолнечника мелкоголовчатого сорта 'Lemon Queen, побитые морозом в ноябре в саду непрерывного цветения Ботанического сада БИН РАН

Длиннокорневищный многолетник высотой до 170–200 см, образующий заросли.
Стебли прямостоячие, цилиндрические, крепкие, тонкие, негусто облиственные, зелёные или красноватые, с отходящими от стебля под острым углом многочисленными восходящими ветвями, образующие декоративный изящный пирамидальный куст.
Листья 8–18 см длины, очередные, расставленные по стеблю, ланцетные или внизу узкояйцевидные, клиновидно суженные к вершине, остроконечные, с клиновидным основанием, расставлено и мелко зубчатые, сверху шероховатые, снизу сероопушенные, железистые, сидячие.
Соцветия — корзинки 2–4 см диаметром, верхушечные, многочисленные. Краевые язычковые цветки однорядные. Язычки в числе 5–15 штук, продолговатые, суженные к вершине, тупые, светло-жёлтые до золотисто-жёлтых. Дисковые цветки многочисленные, более густо-жёлтые. Цветет с июля до сентября, обильно. Морозостоек до −34 °C.
Размножается корневищами и самосевом. Привлекает пчёл, бабочек и птиц.

## Ареал
Произрастает в прериях Северной Америки, в сухих лесных массивах или вдоль обочин дорог на востоке США. В Северной Каролине он встречается во всех районах, но в основном в Пьемонте и горных районах.
В культуре может произрастать в Зонах морозостойкости USDA от 4а (−34,4 °C) до 8а.

## Использование
Используется как декоративное растение для групповых посадок, миксбордеров, срезки.
Для балконного и контейнерного озеленения используется низкорослый сорт 'Тедди Беар' ('Teddy Bear'), прекрасно растущий в ящиках и горшках.